# Eliseo Salazar
Eliseo Salazar Valenzuela (Santiago del Cile, 14 novembre 1954) è un pilota automobilistico cileno che ha gareggiato anche in Formula 1.
Famosa la sua "rissa" con il campione iridato Nelson Piquet nel 1982 durante il Gp di Hockenheim. Nella massima formula dell'automobilismo era approdato nel 1981 e vi è rimasto fino al 1983.
Negli anni successivi si è dedicato alle competizioni riservate alle vetture a ruote coperte e a quelle tipiche statunitensi della IRL e della CART. Ha partecipato anche ad alcune edizioni della 500 Miglia di Indianapolis e della 24 Ore di Le Mans.
Negli ultimi anni ha gareggiato nel Rally Mobil cileno.

## Carriera
- 1978: Formula 4 Argentina, Avante-Renault
- 1979: Formula 3 Inglese, Ralt -Toyota
- 1980: 2. Formula Aurora, 52 punti, 3 vittorie, 1 secondo posto, 1 terzo posto,3 giri veloci e 6 pole position. Williams-Ford Cosworth
- 1981: Formula 1, March-Ford Cosworth
- 1981: Formula 1, Ensign - Ford Cosworth
- 1982: Formula 1, ATS-Ford Cosworth
- 1982: Mondiale Endurance, Dome -Ford Cosworth
- 1983: Formula 1, RAM-Ford Cosworth
- 1984: Formula 2 Codasur, Berta-Volkswagen
- 1984: Campionato cileno Rally, Toyota Celica 2.0
- 1985: Formula 2 Codasur, Muffato-Passat
- 1985: Formula 2 Codasur, Berta-Volkswagen
- 1985: Campionato Cileno di Rally, Toyota Celica 2.0
- 1986: Formula 3000, RAM-Ford Cosworth
- 1986: Formula 3000, Lola-Ford Cosworth
- 1987: Formula 3000, Ralt-Ford Cosworth
- 1987: Formula 3000, March-Ford Cosworth
- 1988: Sport Prototipos, Spice-Ford Cosworth
- 1989: Sport Prototipos, Spice-Ford Cosworth
- 1989: Sport Prototipos, Jaguar
- 1990: Sport Prototipos, Spice-Ford Cosworth
- 1990: Sport Prototipos Jaguar Silk Cut Jaguar
- 1994: IMSA WSC, Ferrari 333 SP
- 1995: Indycar, Lola-Ford Cosworth
- 1996: Indy Racing League, Lola-Ford Cosworth
- 1996: CART, Lola-Ford Cosworth
- 1996: IMSA WSC, Ferrari 333 SP
- 1997: Indy Racing League, Dallara-Oldsmobile
- 1997: IMSA WSC, Ferrari 333 SP
- 1997: Sport Car (Le Mans), Pacific Motorsport BRM-Nissan
- 1997: NASCAR Craftsman Truck Series, Doran Racing, Chevrolet
- 1998: Professional Sports Car, Riley&Scott-Oldsmobile
- 1998: Indy Racing League, Riley&Scott-Oldsmobile
- 1999: Professional Sports Car, Riley&Scott-Ford
- 1999: Indy Racing League, GForce-Oldsmobile
- 2000: Indy Racing League, GForce-Oldsmobile
- 2001: Indy Racing League, Dallara-Oldsmobile
- 2002: Indy Racing League, Dallara-Chevrolet
- 2003: American Le Mans Series, Porsche 911
- 2003: American Le Mans Series, Ferrari 360 Modena
- 2004: Campeinato Rally Mobil Cile, Hyundai Coupé GK
- 2004: TC2000 Argentina, Renault Megane
- 2005: Campionato Rally Mobil Cile, Hyundai Coupe GK
- 2006: Campeonato Rally Mobil Cile, Hyundai Coupe GK
- 2006: GP Masters, Phantom Delta-Mecachrome
- 2007: Campionato Rally Mobil Cile, Team Rosselot Mitsubishi Evolution VIII
- 2007: Campionato Rally Mobil Cile, ING Rally Team Mitsubishi Evolution VIII
- 2007: Campionato Rally Mobil Cile, ING Rally Team Mitsubishi Evolution IX
- 2008: Campionato Rally Mobil Cile, ING Rally Team Mitsubishi Evolution IX
- 2009: Rally Dakar, Cristal-McRae Enduro Sport
- 2010: Rally Dakar, Cristal-McRae Enduro Sport
- 2011: Rally Dakar, Robby Gordon Motorsports
- 2012: Campionato del mondo rally, Mini John Cooper Works WRC.

## Risultati in F1
| 1981 | Scuderia     | Vettura   |    |    |    |     |    |    |    |     |    |    |     |   |     |     |    |  |  | Punti | Pos. |
| ---- | ------------ | --------- | -- | -- | -- | --- | -- | -- | -- | --- | -- | -- | --- | - | --- | --- | -- |  |  | ----- | ---- |
| 1981 | March Ensign | 811 N180B | NQ | NQ | NQ | Rit | NQ | NQ | 14 | Rit | NQ | NC | Rit | 6 | Rit | Rit | NC |  |  | 1     | 21º  |

| 1982 | Scuderia | Vettura |   |     |     |   |     |     |     |     |    |    |     |     |    |    |   |    |  | Punti | Pos. |
| ---- | -------- | ------- | - | --- | --- | - | --- | --- | --- | --- | -- | -- | --- | --- | -- | -- | - | -- |  | ----- | ---- |
| 1982 | ATS      | D5      | 9 | Rit | Rit | 5 | Rit | Rit | Rit | Rit | 13 | NQ | Rit | Rit | NQ | 14 | 9 | NQ |  | 2     | 23º  |

| 1983 | Scuderia | Vettura |    |     |    |    |    |    |  |  |  |  |  |  |  |  |  |  |  | Punti | Pos. |
| ---- | -------- | ------- | -- | --- | -- | -- | -- | -- |  |  |  |  |  |  |  |  |  |  |  | ----- | ---- |
| 1983 | RAM      | 01      | 14 | Rit | NQ | NQ | NQ | NQ |  |  |  |  |  |  |  |  |  |  |  | 0     |      |

| Legenda | 1º posto     | 2º posto | 3º posto    | A punti         | Senza punti/Non class.  | Grassetto – Pole position Corsivo – Giro più veloce |
| Legenda | Squalificato | Ritirato | Non partito | Non qualificato | Solo prove/Terzo pilota | Grassetto – Pole position Corsivo – Giro più veloce |

## Risultati nel WRC
| 2012 | Scuderia | Vettura                    |  |  |  |  |    |  |  |  |  |  |  |  |  |  |  |  | Punti | Pos. |
| ---- | -------- | -------------------------- |  |  |  |  | -- |  |  |  |  |  |  |  |  |  |  |  | ----- | ---- |
| 2012 |          | Mini John Cooper Works WRC |  |  |  |  | 12 |  |  |  |  |  |  |  |  |  |  |  | 0     |      |

| Legenda | 1º posto | 2º posto | 3º posto | A punti | Senza punti | Ritirato | Squalificato | NP=Non partito C=Gara cancellata | Apice=Power stage |